# Butch Buchholz
Butch Buchholz, eg. Earl "Butch" Buchholz, född 16 september 1940, St. Louis, Missouri. Amerikansk professionell tennisspelare och speladministratör.

## Tenniskarriären
Butch Buchholz var en av USA:s 10 främsta tennisspelare kring 1960 då han också rankades som världsfemma (1960). Han turnerade som professionell spelare på Jack Kramers cirkus perioden 1961-67 och noterade en turneringsseger i en av de stora professionella tennismästerskapsturneringar (US Pro) som spelades som ersättning för Grand Slam-turneringar som proffsen fram till 1968 inte var välkomna att delta i. Han vann dessutom ytterligare 22 professionella turneringssegrar organiserade av World Championship Tennis (WCT, se också ATP-touren).
Butch Buchholz blev den första spelaren som vann juniortitlarna i singel i Australiska mästerskapen (1959), Franska mästerskapen (1958), Wimbledonmästerskapen (1958) och Amerikanska mästerskapen (1958). Detta innebär också att han som förste spelare vunnit en junior "karriär Tennisens Grand Slam" i singel. Svensken Stefan Edberg är den hittills ende spelaren som vunnit en "äkta junior Grand Slam" (1983).
Som professionell spelare nådde Buchholz 1962 finalen i US Pro. Han besegrade där den drygt 40-årige trefaldige US Pro-mästaren Pancho Segura från Ecuador.
Butch Buchholz deltog i det amerikanska Davis Cup-laget 1959-60. Han spelade totalt 9 matcher för laget och vann 6 av dessa, däribland 3 dubbelmatcher tillsammans med Chuck McKinley. År 1959 spelade det amerikanska laget världsfinal mot Australien. Buchholz spelade dubbelmatchen tillsammans med Alex Olmedo, men förlorade mot Roy Emerson/Neale Fraser (5-7, 5-7, 4-6). Australien vann hela mötet med 3-2 i matcher. Året därpå nådde USA interzonfinal som spelades mot Italien. Amerikanerna förlorade med 2-3 i matcher. Buchholz vann en singelmatch (mot Orlando Sirola) men förlorade mot Nicola Pietrangeli.

## Spelaren och personen
Butch Buchholz började spela tennis som 6-åring och vann sin första pojkturneringsseger ett år senare. Han har beskrivits som en intensiv tävlingsmänniska både på tennisbanan som senare som administratör av spelet. Han avbröt sin spelarkarriär vid 29 års ålder på grund av skadeproblem, men har därefter med stort engagemang ägnat sig åt speladministration i många olika sammanhang. Han har också varit expertkommentator i TV.
År 1963, då fortfarande aktiv tennisspelare, engagerade han sig första gången i speladministration då han blev en av grundarna av den allra första spelarorganisationen för professionella spelare. Perioden 1979-83 var han verkställande direktör för spelarorganisationen ATP. Under sin tid som ledare för ATP etablerades ett fortfarande existerande pensionsprogram för spelarna.
År 1970 blev han lagkapten för det amerikanska Davis Cup-juniorlaget. Under andra halvan av 1960-talet och sedan under hela 1970-talet var han engagerad i arrangerandet av olika turneringar i sin hemstad, olika WCT-turneringar och också turneringar för kvinnliga professionella tennisspelare inom the Virginia Slims Circuit.
Buchholz blev 1985 en av grundarna av ATP-tourens Nasdaq-100 Open i Miami i Tennis Masters Series. År 1992 grundade han tillsammans med Arthur Ashe the "Good Life Mentoring Program", till förmån för mellanstadieelever i Miami.
Butch Butchholz upptogs 2005 i the International Tennis Hall of Fame med motiveringen att han sedan 1963 spelat en nyckelroll för utvecklandet av både professionell tennis och amatörtennis.

## Titlar iProfessionella tennismästerskap
1962 : US Pro